# Bruna Schmitz
Pour les articles homonymes, voir Schmitz.
Bruna Schmitz est une surfeuse professionnelle brésilienne née le 3 avril 1990 à Salto do Lontra, dans l'État du Paraná au Brésil.

## Biographie
Bruna a vécu à Crystal Lake, sur la côte du Paraná, où elle a trouvé, à neuf ans, sa passion pour le surf. Elle a commencé la compétition à l'âge de douze ans, quand elle a entrepris un voyage de vingt jours en Équateur. Puis, à treize ans, Bruninha a eu l'occasion de visiter Hawaï. La passion était née.
Grâce à une excellente saison sur le WQS 2008, en faisant de gros résultats en Australie, en Europe, aux États-Unis et à la maison au Brésil, mais sans jamais remporter une seule course, Bruna accède au World Tour 2009.

## Palmarès
Aucun titre ni victoires en WQS et WCT

### Sa saison 2009 ASP World Tour
2009 est sa 3e année dans l'ASP World Tour
| Date                      | Compétition             | place | points |
| ------------------------- | ----------------------- | ----- | ------ |
| 28 février-11 mars        | Roxy Pro                | 5     | 552    |
| 8 avril-13 avril          | Rip Curl Pro            | 9     | 360    |
| 10 septembre-18 septembre | Billabong Girls Pro Rio | 17    | 180    |
| 14 octobre-19 octobre     | Beachley Classic        |       |        |
| 26 octobre-30 octobre     | Rip Curl Pro Search     |       |        |
| 3 novembre-8 novembre     | Movistar Peru Classic   |       |        |
| 25 novembre-6 décembre    | Roxy Pro                |       |        |
| 8 décembre-20 décembre    | Billabong Pro           |       |        |
|                           | classement provisoire   | 14    | 1110   |

Actuellement en position de requalifié pour l'ASP World Tour 2010